# Ciamician-Dennstedt-Umlagerung
Die Ciamician-Dennstedt-Umlagerung ist eine Namensreaktion in der organischen Chemie und wurde erstmals 1881 von dem italienischen Chemiker Giacomo Luigi Ciamician und seinem deutschen Kollegen Max Dennstedt veröffentlicht. Die Reaktion beschreibt die Umwandlung von Pyrrol in halogenhaltige Pyridine.

## Übersichtsreaktion
Pyrrol reagiert mit einem Trihalogenmethan in einer alkalischen Lösung zu einem Halogenpyridin.

## Reaktionsmechanismus
Der Mechanismus wird in der Literatur beschrieben und an der Beispielreaktion von Chloroform mit Pyrrol in Kaliumhydroxid visualisiert:
Chloroform (1) reagiert in alkalischer Lösung (Kaliumhydroxid), unter Abspaltung von Wasser und Kaliumchlorid, zu Dichlorcarben (2):
Das Dichlorcarben (2) reagiert anschließend mit Pyrrol (3) und weiterer Base (Kaliumhydroxid), unter Abspaltung von Wasser und Kaliumchlorid, zu 3-Chlorpyridin (4):

## Anwendung
Methylsubstituiertes Inden reagiert analog  zur Ciamician-Dennstedt-Umlagerung mit Dichlorcarben unter Ringerweiterung zu 2-Chlor-3-methylnaphtalin: